# Peleng

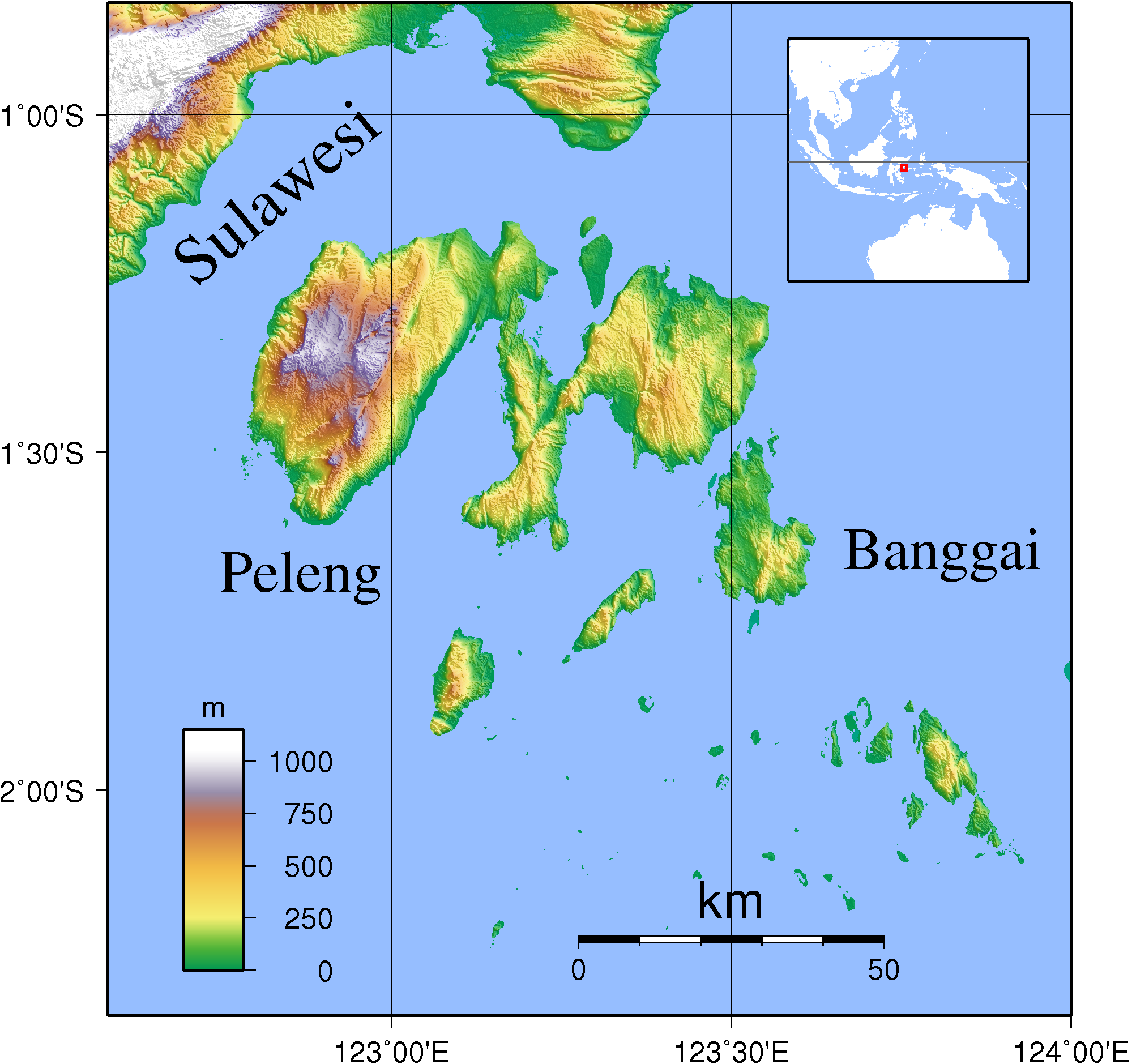
Peleng, ngoài khơi bán đảo Đông của Sulawesi

Peleng là một đảo ngoài khơi bờ biển phía đông của Sulawesi, Indonesia và là đảo lớn nhất của quần đảo Banggai (Kepulauan Banggai). Bao quanh đảo này là biển Banda và biển Molucca, và đảo có diện tích 2.406 km².
Một số đảo nhỏ xung quanh Peleng thuộc nhóm quần đảo Banggai là Banggai, Bowokan , Labobo, Kebongan, Kotudan, Tropettenando, Timpau, Salue Besar, Salue Kecil, Masepe và Bangkulu.
Vào tháng 1 năm 2020, một bài báo đăng trên tạp chí Science đã ghi lại việc phát hiện ra 10 loài và phân loài chim biết hót mới, 9 trong số chúng được tìm thấy ở Peleng.
Phần lớn người dân trên đảo Peleng kiếm sống bằng nghề trồng dừa, khoai lang hoặc đánh cá. Có năm thủ phủ khu trên đảo là Bulagi, Tataba, Liang, Salakan và Sambiut. Các thị trấn lớn nhất của đảo là  Basiano và Bonganang.